# 超!A&G+マンスリースペシャル
『超!A&G+マンスリースペシャル』（ちょう エーアンドジープラス マンスリースペシャル）は、2019年10月3日から2024年3月29日まで超!A&G+で配信されていたラジオ番組である。

## 番組概要
超!A&G+ゾーンの声優が1ヶ月交代でパーソナリティを担当する番組。毎月番組名は変わり、同じくパーソナリティ交代制で配信されるラジオどっとあい・MAN TWO MONTH RADIOなどと同様に一部を除いて『[パーソナリティ名]の××××』の番組名で配信される。当枠で1ヶ月限定で配信された番組が、後に毎週配信の単独番組に昇格するパターンも存在する。配信開始直後は男性声優やVtuberがパーソナリティを務める事例もあったが、2020年に入って以降は女性声優が単独でパーソナリティを務める構図が定着している。
なお、2020年5月度・2020年6月度・2021年2月度は新型コロナウイルス感染症の流行拡大に伴い番組制作が中止され、この3ヶ月は同枠で配信された過去の番組のリピート配信が行われた（2020年5月度は同年2月度に配信された「瀬戸麻沙美 Now Loading…」を、2020年6月度は同年1月度に配信された「鈴木愛奈のあいちゃんねる」を、2021年2月度は2020年11月度に放配信された「種﨑敦美の寿司食いてェ!」をリピート配信した）。また、2022年5月度は配信期間中にパーソナリティの伊達朱里紗が新型コロナウイルス感染症に罹患し番組収録が中断されたため、同月の一部配信回をリピート配信に振り替え伊達を2ヶ月連続でパーソナリティとする措置が採られた。

## 配信一覧
| 配信月        | タイトル                                       | 特記事項 |
| ------------- | ---------------------------------------------- | --- |
| 2019年10月度  | KENN’s BUSTAFELLOWS RADIO                      | |
| 2019年11月度  | 深町寿成・小松昌平 TWO for ONE                 | AG-ON Premiumで配信されていた既存番組（超!A&G+では期間限定のネット受け扱い） 2020年1月度より超!A&G+でも単独番組に昇格                                                                                           |
| 2019年12月度  | 月ノ美兎のズル休みラジオ                       | この月のみ声優ではなくVTuberが担当 「だいたいにじさんじのらじお」の特番扱い |
| 2020年1月度   | 鈴木愛奈のあいちゃんねる                       | 2020年6月度に再配信 |
| 2020年2月度   | 瀬戸麻沙美 Now Loading...                      | 2020年5月度に再配信 2020年4月度より「瀬戸麻沙美 Now Roading」に改題の上、単独番組に昇格 |
| 2020年3月度   | 宮本侑芽のぽじ×ぽじ                            | 2020年4月度より単独番組に昇格 |
| 2020年4月度   | 諸星すみれのすーちゃんのすっとこやってみよう!! | |
| 2020年5月度   | 更新中止                                       | |
| 2020年6月度   | 更新中止                                       | |
| 2020年7月度   | 安野希世乃のきよなび                           | 2020年10月度より「安野希世乃のきよなび!」に改題の上、単独番組に昇格 |
| 2020年8月度   | 大西亜玖璃のあぐりのんびりひとりしゃべり       | |
| 2020年9月度   | 降幡愛のラジオ Moonrise ナイト                 | |
| 2020年10月度  | 小原莉子のはらはらじお                         | |
| 2020年11月度  | 種﨑敦美の寿司食いてェ!                        | 2021年2月度に再配信 2021年1月度より「種﨑敦美の寿司食いてェ!!」に改題の上、単独番組に昇格 |
| 2020年12月度  | 中島由貴のChapter 0                            | |
| 2021年1月度   | 岡咲美保のみほらじ                             | |
| 2021年2月度   | 更新中止                                       | |
| 2021年3月度   | 本泉莉奈の錆猫と私                             | |
| 2021年4月度   | 杉山里穂の全力沼                               | |
| 2021年5月度   | 山根綺の人生こそLIFE                           | |
| 2021年6月度   | 上田瞳のウェダーニュース                       | |
| 2021年7月度   | 工藤晴香 The Movie                             | |
| 2021年8月度   | 山下七海のななつやすみ                         | |
| 2021年9月度   | 古賀葵のがばいがおちゃん                       | 構成作家 : 儀武ゆう子 |
| 2021年10月度  | 立花日菜のぴーすふるなラジオ                   | 2022年1月度より単独番組に昇格 |
| 2021年11月度  | 反田葉月、ラジオはじめたんだ。                 | |
| 2021年12月度  | 稗田寧々の地に"ね"を張って生きたい             | |
| 2022年1月度   | 佐藤日向の公式っぽいらじお                     | |
| 2022年2月度   | 青山吉能のわくわくじゃんぼりー!                | |
| 2022年3月度   | 高野麻里佳のどうのコウノおっしゃらず           | |
| 2022年4月度   | 矢野妃菜喜のひなきけ                           | |
| 2022年5-6月度 | 伊達朱里紗のありっちゃありさ!                  | 伊達が配信期間中に新型コロナウイルス感染症に罹患したため、5月の後半2回分が配信休止されリピート配信に変更 救済措置として6月度も同番組を継続、最終的に全7回ｖとなった 本番組の7回目（最終回）から、配信時間が変更 |
| 2022年7月度   | 青山なぎさのまよわずなぎさ                     | 2023年4月度より単独番組に昇格 |
| 2022年8月度   | 小林親弘のチッカチカやぞ!                      | |
| 2022年9月度   | 進藤あまねのあまねく沼に誘われて               | |
| 2022年10月度  | 熊澤歩哉のいっくまーちゃんねる                 | |
| 2022年11月度  | 河瀬茉希の皿洗ってくれ!                        | タイトル末尾に表記揺れがあり、公式サイトでは末尾の感嘆符が1つだが番組公式TwitterやYoutubeチャンネルでは感嘆符が2つ表記されている                                                                                |
| 2022年12月度  | 金元寿子のひさひさばなし                       | |
| 2023年1月度   | 夏吉ゆうこ つよし!!!!!!!!!                     | |
| 2023年2月度   | 小市眞琴のヒトリゴト                           | |
| 2023年3月度   | 久野美咲のおはなししてくの?                    | 2023年4月度より単独番組に昇格 |
| 2023年4月度   | 内田秀のみんなが居るから寂しゅうございません!  | 公式サイトでは番組タイトルが「内田秀のみんなが居るから寂しゅうないもん!」と記載されているが、左記のタイトルで配信開始                                                                                           |
| 2023年5月度   | 白砂沙帆のしらすいーとほーむ                   | |
| 2023年6月度   | EverdreaM ENDLESS RADIO                        | 2023年7月度より『鷲崎健のヨルナイト×ヨルナイト』内のフロート番組として昇格 |
| 2023年7月度   | voice trajectory～radio edition～              | パーソナリティ：栗林みな実 |
| 2023年8月度   | 秋奈 na Night                                  | |
| 2023年9月度   | 林鼓子 COCOROCK RADIO                          | |
| 2023年10月度  | 船戸ゆり絵のフッ！                             | 簡易動画付き配信 |
| 2023年11月度  | 佳原萌枝のもえてみたい？ラジオ                 | |
| 2023年12月度  | ペイトン尚未と不思議な型録（カタログ）         | |
| 2024年1月度   | 天城サリー はじめました。                      | |
| 2024年2月度   | 前島亜美のあみたより                           | |
| 2024年3月度   | 天海由梨奈のウチにポメいるんだけど、どう？     | |

## 配信時間
超!A&G+
- 2019年10月3日 - 2021年3月25日

毎週木曜日 21:30 - 22:00（リピート配信 毎週金曜日 9:30 - 10:00）
- 2021年3月31日 - 2022年3月23日

毎週水曜日 23:00 - 23:30（リピート配信 毎週木曜日 11:00 - 11:30）
- 2022年3月31日 - 2022年6月23日

毎週木曜日 25:00 - 25:30（リピート配信 毎週金曜日 13:00 - 13:30）
- 2022年6月27日 - 2023年3月27日（2023年3月度）

毎週月曜日 19:30 - 20:00（リピート配信 毎週金曜日 13:00 - 13:30）
- 2023年4月4日（2023年4月度） -  2023年9月26日（2023年9月度）

毎週火曜日 23:30 - 24:00（リピート配信 毎週金曜日 22:30 - 23:00）
- 2023年10月6日（2023年10月度） -

毎週金曜日 22:30 - 23:00（リピート配信 なし）
この他、文化放送 超!A&G+公式YouTubeチャンネルにてアーカイブ配信あり